# Lysimachia engleri
Lysimachia engleri är en viveväxtart som beskrevs av Reinhard Gustav Paul Knuth. Lysimachia engleri ingår i släktet lysingar, och familjen viveväxter. Utöver nominatformen finns också underarten L. e. glabra.